# استیو ومک
استیو ومک (به انگلیسی: Steve Womack) نمایندهٔ حوزه انتخابیه سوم آرکانزاس از حزب جمهوری‌خواه ایالات متحده آمریکا در مجلس نمایندگان ایالات متحده آمریکا است که برای نخستین‌بار در ۷۲ ژانویه ۲۰۱۱ میلادی به‌عضویت این مجلس درآمد.